# Čelčice
Čelčice település Csehországban, a Prostějovi járásban. Čelčice Skalka, Pivín, Výšovice, Ivaň, Klenovice na Hané, Čehovice és Hrubčice településekkel határos. Lakosainak száma 509 fő (2024. január 1.).

## Népesség
A település lakosságának változását az alábbi diagram mutatja:
| Lakosok száma | 391  | 474  | 569  | 536  | 479  | 558  | 526  | 512  | 511  | 509  |
|               | 1869 | 1890 | 1921 | 1950 | 1980 | 2001 | 2017 | 2019 | 2022 | 2024 |